# Trichodura amazonensis
Trichodura amazonensis là một loài ruồi trong họ Tachinidae.